# 吴燧 (宋朝)
吴燧（1200年—1264年），字茂先，号警斋，同安县石浔人，南宋官員。
宋理宗紹定二年（1229）進士，初授从事郎，历任惠州推官、福州教谕等职，后任漳州知府。洪天锡彈劾厉文翁，宋理宗袒护厉文翁，派吴燧劝阻洪天锡，無效，洪天锡辭去。淳佑十年（1250）累官監察御史。